# Sideritis ochroleuca
Sideritis ochroleuca là một loài thực vật có hoa trong họ Hoa môi. Loài này được Noë ex Willk. miêu tả khoa học đầu tiên năm 1859.